# Koszuty Małe
Koszuty Małe – wieś w Polsce położona w województwie wielkopolskim, w powiecie słupeckim, w gminie Słupca.
W latach 1975–1998 miejscowość należała administracyjnie do województwa konińskiego.
We wsi funkcjonuje Koło Gospodyń Wiejskich. 
Zobacz też: Koszuty, Koszuty-Parcele